# The Failure (film 1911)
The Failure  è un cortometraggio muto del 1911 diretto da D.W. Griffith.

## Trama
Un uomo perde tutto, lavoro e fidanzata, finendo con l'andare a ubriacarsi nei locali più sordidi. Lì conosce una compagna di sventura, una donna senza futuro come lui. Lei lo aiuta a riprendersi e, alla fine, l'uomo si rende conto di come la giovane sia un punto fermo cui aggrapparsi per salvarsi.

## Produzione
Il film fu prodotto dalla Biograph Company. Venne girato a Englewood, New Jersey.

## Distribuzione
Distribuito dalla General Film Company, il film - un cortometraggio di una bobina - uscì nelle sale cinematografiche statunitensi il 7 dicembre 1911.